# Minimikurs
Minimikurs, även kallat "paragraf 48", tillämpades förr i Sveriges folkskolor enligt "§ 48" och levde officiellt kvar fram till 1955. Det innebar att elever kunde få avsluta sin skolgång i förtid, oftast på grund av bristande inlärningsförmåga. Tidigare kunde ibland även fattigdom i hemmet vägas in; denna anledning avskaffades dock officiellt 1936.
Pojkar var oftast överrepresenterade. En av dem som har kunnat hårt kritisera denna paragraf 48 offentligt var Jokkmokks-Jokke, bland annat känd för sin medverkan i Här är ditt liv.